# Purcellia leleupi
Espèce
Purcellia leleupi est une espèce d'opilions cyphophthalmes de la famille des Pettalidae.

## Distribution
Cette espèce est endémique  du Cap-Occidental en Afrique du Sud. Elle se rencontre vers Caledon.

## Description
Le mâle holotype mesure 2,78 mm.

## Étymologie
Cette espèce est nommée en l'honneur de Narcisse Leleup.

## Publication originale
- Staręga, 2008 : « The second species of Purcellia Hansen et Sørensen, 1904 (Arachnida: Opiliones: Pettalidae) from South Africa. » Polish Journal of Entomology, vol. 77, no 1, p. 51–56.